# Колібрі-діамант рожевогорлий
Колі́брі-діама́нт рожевогорлий (Heliodoxa gularis) — вид серпокрильцеподібних птахів родини колібрієвих (Trochilidae). Мешкає в Андах.

## Опис
Довжина птаха становить 11-12 см. Верхня частина тіла зелена, блискуча, на тімені є райдужна зелена смуга. Нижня частина тіла зелена, живіт сірий, гузка біла. Хвіст довгий, роздвоєний, бронзово-зелений. На голі блискуча рожево-червона пляма. За очима невеликі білі плямки. У самиць плями на горлі і за очима менші, ніж у самців.

## Поширення і екологія
Рожевогорлі колібрі-діаманти мешкають в передгір'ях і на східних схилах Анд на півдні Колумбії (Каука, Путумайо) і на північному сході Еквадору (захід Сукумбіосу, Напо). Також вони спостерігалися на північному сході Перу, в регіонах Лорето і Амасонас та на півночі регіону Сан-Мартін. Рожевогорлі колібрі-діаманти живуть у вологих гірських тропічних лісах та на узліссях, на висоті від 250 до 1050 м над рівнем моря. Ведуть переважно осілий спосіб життя. Живляться нектаром квітучих рослин з родини омелових, зокрема з роду Psittacanthus, а також дрібними комахами.